# Симфония № 9 (Дмитрий Шостакович)
„Симфония № 9“ в ми бемол мажор (опус 70) е симфония на руския композитор Дмитрий Шостакович.
Написана е през лятото на 1945 година, непосредствено след края на Втората световна война. Представена е за пръв път на 3 ноември 1945 година в Ленинград, в изпълнение на оркестъра на Ленинградската филхармония под диригентството на Евгений Мравински. За разлика от предходните две военновременни симфонии на Шостакович, тя има подчертано приповдигнато и безгрижно отношение, което става предмет на критики.